# جمشید بایرامی
جمشید بایرامی (متولد ۱۳۴۰ در تهران) عکاس ایرانی است.

## زندگی
بایرامی در سال ۱۳۵۹ و در جبهه‌های جنگ به عکاسی روی آورد. اولین نمایشگاه انفرادی‌اش را در گالری سبز، تهران برپا کرد. از آن پس، عکس‌هایش را بارها در ایران و دیگر کشورها به نمایش گذاشته‌است. بایرامی از اوایل دهه ۱۳۷۰ با مطبوعات داخلی و خارجی و آژانس‌های عکاسی و خبری بین‌المللی همکاری می‌کند. بایرامی تاکنون از مجموع کارهای مذهبی خود کتاب‌های حج ،نماز، محرم و قم را منتشر کرده‌است. بایرامی علاوه بر عکس‌های مذهبی، کار دربارهٔ موضوع‌هایی چون افغانستان، زنان، آذربایجان، پشت صحنه سینما، تنوع فرهنگی و قومی ایرانیان، ساحل نشینان دریای خزر و دریای عمان را به تصویر کشیده‌است. او عکاسِ تصویر معروف احمد باطبی است که روی جلد مجلهٔ اکونومیست منتشر شد.

## جوایز
- ۱۳۷۸: عکاس برگزیده – جشنواره مهر

- ۱۳۷۶: عکاس برگزیده جشنواره کودک و جوان

- ۱۳۷۶: برنده دوم مسابقه عکاسی (فرانس پرس)

- ۱۳۷۵: دیپلم افتخاری، جایزه پنجم جشنواره فیلمهای مستند

- ۱۳۷۵: عکس برگزیده فرانس پرس (ماه مه)[۱۲]

- ۱۳۷۵: عکس برگزیده فرانس پرس (ماه ژوئیه)

- ۱۳۷۴: برنده چهاردهمین جشنواره سینمایی سلام

- ۱۳۷۱: عکاس برگزیده، موزه هنرهای معاصر، تهران

- ۱۳۷۱: مدال طلای جشنواره بین‌المللی عکس پاکستان[۱۳]

## نمایشگاه‌ها
- ۱۳۸۱: نمایشگاه عکس، دانشگاه جورج‌تاون

- ۱۳۸۱: نمایشگاه عکس در مطالعات ایرانی، هتل‌هایت – بثسدا

- ۱۳۸۱: نمایشگاه عکس یونسکو دربارهٔ فرهنگ ایران

- ۱۳۸۰: نمایشگاه عکس، موزه عکاسی پاریس

- ۱۳۷۹: نمایشگاه عکس، مرکز فرهنگی استراسبورگ، فرانسه

- ۱۳۷۸: نمایشگاه عکس، دانشگاه آکسفورد، انگلستان

- ۱۳۷۸: نمایشگاه عکس، عصر جدید و سینمای آزادی

- ۱۳۸۸: نمایشگاه عکس، سلام سینما، گالری سیحون، تهران

- ۱۳۸۷: نمایشگاه عکس ورود اسرا از عراق

- ۱۳۹۶: نمایشگاه عکس، علی، گالری سیحون

- ۱۳۷۳: نمایشگاه عکس، گالری سبز، تهران

- ۱۳۷۲: نمایشگاه عکس، سبک زندگی ایرانی، موزه هنرهای معاصر تهران[۱۴][۱۵]